# Bootsy Collins

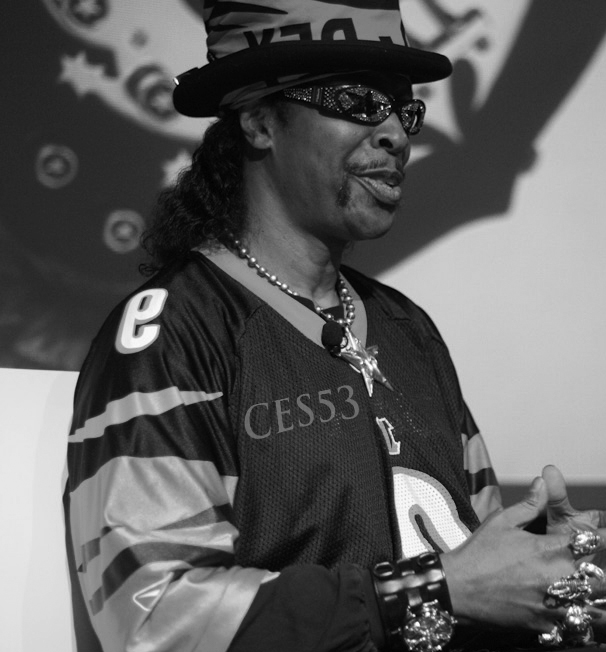
Bootsy Collins

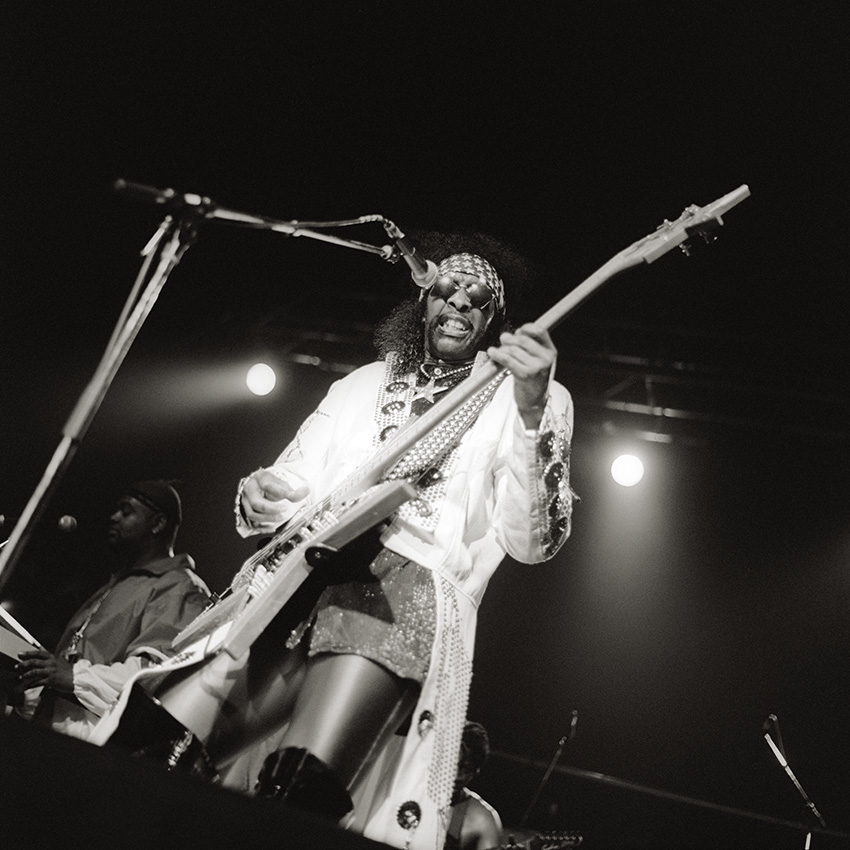
Bootsy Collins, 1998

William „Bootsy“ Collins (* 26. Oktober 1951 in Cincinnati, Ohio) ist ein amerikanischer Bassist und seit den späten 1960er Jahren eine prägende Figur des Funk. Seine erste wichtige Rolle spielte er gemeinsam mit seinem Bruder Catfish Collins in der Band von James Brown, bevor er sich George Clinton und seinem P-Funk-Imperium anschloss. Collins’ Bass ist zum Beispiel in James Browns Erfolgsstück Get Up (I Feel Like Being A) Sex Machine zu hören.

## Werk
In Clintons Projekten entwickelte Collins sich zu dessen ebenbürtigem Partner bei Konzepten, Produktionen und Arrangements sowie im Songwriting. Sein Stil auf dem E-Bass war völlig neu – er experimentierte mit einer Vielzahl von Effektgeräten und gab dem Instrument so völlig neue Klänge, die den P-Funk-Sound stark prägten.
Unter dem Namen Bootsy’s Rubber Band veröffentlichte er weitere Alben, die zum Großteil von denselben Musikern wie weitere P-Funk-Projekte eingespielt wurden, aber noch etwas alberner und verrückter waren.
1992 beteiligte er sich an Praxis, einem Bandprojekt von Bill Laswell, bevor er 1993 mit Zillatron ein eigenes neues Projekt vorstellte. Beteiligt waren hier neben Collins selbst auch der Praxis-Gitarrist Buckethead und der langjährige Weggefährte Bernie Worrell. Im Jahr 2002 produzierte er zusammen mit dem deutschen Produzenten Mousse T. das Album Play with Bootsy. 2004 kündigte er an, nicht mehr öffentlich spielen zu wollen. Er ist jedoch noch immer aktiv und arbeitete zuletzt bei Stücken von Snoop Dogg, Fatboy Slim, Stefan Raab, Victor Wooten und Toots and the Maytals mit. Er ist auch auf dem Soundtrack zum Film (T)Raumschiff Surprise – Periode 1 zu hören. Im Dezember 2006 erschien sein Weihnachtsalbum Christmas Is 4 Ever mit Remixen älterer Bootsy-Hits und neuen Songs.

## Diskografie

### Studioalben
| Jahr | Titel Musiklabel Katalog-Nr.                                    | Höchstplatzierung, Gesamtwochen, AuszeichnungChartplatzierungen (Jahr, Titel, Musiklabel Katalog-Nr., Platzierungen, Wochen, Auszeichnungen, Anmerkungen) | Höchstplatzierung, Gesamtwochen, AuszeichnungChartplatzierungen (Jahr, Titel, Musiklabel Katalog-Nr., Platzierungen, Wochen, Auszeichnungen, Anmerkungen) | Höchstplatzierung, Gesamtwochen, AuszeichnungChartplatzierungen (Jahr, Titel, Musiklabel Katalog-Nr., Platzierungen, Wochen, Auszeichnungen, Anmerkungen) | Höchstplatzierung, Gesamtwochen, AuszeichnungChartplatzierungen (Jahr, Titel, Musiklabel Katalog-Nr., Platzierungen, Wochen, Auszeichnungen, Anmerkungen) | Höchstplatzierung, Gesamtwochen, AuszeichnungChartplatzierungen (Jahr, Titel, Musiklabel Katalog-Nr., Platzierungen, Wochen, Auszeichnungen, Anmerkungen) | Anmerkungen                                                       |
| Jahr | Titel Musiklabel Katalog-Nr.                                    | DE | CH | UK | US | R&B | Anmerkungen                                                       |
| ---- | --------------------------------------------------------------- | --- | --- | --- | --- | --- | ----------------------------------------------------------------- |
| 1976 | Stretchin’ Out in Bootsy’s Rubber Band Warner 2920              | — | — | — | US59 (27 Wo.)US | R&B10 (31 Wo.)R&B | Erstveröffentlichung: 30. Januar 1976 Bootsy’s Rubber Band        |
| 1977 | Ahh … The Name Is Bootsy, Baby! Warner 2972                     | — | — | — | US16 Gold · (23 Wo.)US | R&B1 (26 Wo.)R&B | Erstveröffentlichung: 14. Januar 1977 Bootsy’s Rubber Band        |
| 1978 | Bootsy? Player of the Year Warner 3093                          | — | — | — | US16 Gold · (24 Wo.)US | R&B1 (25 Wo.)R&B | Erstveröffentlichung: 27. Januar 1978 Bootsy’s Rubber Band        |
| 1979 | This Boot Is Made for Fonk-N Warner 3295                        | — | — | — | US52 (9 Wo.)US | R&B9 (15 Wo.)R&B | Erstveröffentlichung: 1. Juni 1979 Bootsy’s Rubber Band           |
| 1980 | Ultra Wave Warner 3433                                          | — | — | — | US70 (9 Wo.)US | R&B30 (14 Wo.)R&B | Erstveröffentlichung: Oktober 1980 als Bootsy                     |
| 1980 | Sweat Band Uncle Jam 36857                                      | — | — | — | US150 (8 Wo.)US | R&B22 (16 Wo.)R&B | Erstveröffentlichung: November 1980 Sweat Band                    |
| 1982 | The One Giveth, the Count Taketh Away Warner 3667               | — | — | — | US120 (8 Wo.)US | R&B18 (16 Wo.)R&B | Erstveröffentlichung: 28. April 1982 als William „Bootsy“ Collins |
| 1988 | What’s Bootsy Doin’? Columbia 44107                             | — | — | — | — | R&B58 (8 Wo.)R&B | Erstveröffentlichung: September 1988                              |
| 1997 | Fresh Outta ’P’ University Private I Records 3984               | DE99 (1 Wo.)DE | — | — | — | — | Erstveröffentlichung: November 1997                               |
| 2002 | Play with Bootsy: A Tribute to the Funk Universal 206 579 167 2 | DE58 (1 Wo.)DE | CH72 (3 Wo.)CH | — | — | — | Erstveröffentlichung: September 2002                              |
| 2011 | Tha Funk Capital of the World Mascot Records 7310               | DE90 (1 Wo.)DE | — | — | — | R&B43 (1 Wo.)R&B | Erstveröffentlichung: 26. April 2011                              |

grau schraffiert: keine Chartdaten aus diesem Jahr verfügbar
Weitere Studioalben
- 1994: Blasters of the Universe (Bootsy’s New Rubber Band)
- 1994: Lord of the Harvest (als Zillatron)
- 2006: Christmas Is 4 Ever
- 2009: The Official Boot-Legged-Bootsy-CD
- 2017: World Wide Funk
- 2020: The Power of the One

### Livealben
- 1995: Keepin’ dah Funk Alive 4–1995 (Bootsy Collins & Bootsy’s New Rubber Band; 2 CDs)
- 1999: Live in Louisville 1978 (Bootsy’s Rubber Band)
- 2001: Live in Oklahoma 1976 (Bootsy’s Rubber Band)
- 2002: Live in Japan 1993 (Bootsy’s New Rubber Band; DVD)
- 2006: Live in Concert 1998 (Bootsy Collins & Bootsy’s New Rubber Band; CD + DVD)

### Kompilationen
| Jahr | Titel Musiklabel Katalog-Nr.                              | Höchstplatzierung, Gesamtwochen, AuszeichnungChartplatzierungen (Jahr, Titel, Musiklabel Katalog-Nr., Platzierungen, Wochen, Auszeichnungen, Anmerkungen) | Höchstplatzierung, Gesamtwochen, AuszeichnungChartplatzierungen (Jahr, Titel, Musiklabel Katalog-Nr., Platzierungen, Wochen, Auszeichnungen, Anmerkungen) | Höchstplatzierung, Gesamtwochen, AuszeichnungChartplatzierungen (Jahr, Titel, Musiklabel Katalog-Nr., Platzierungen, Wochen, Auszeichnungen, Anmerkungen) | Höchstplatzierung, Gesamtwochen, AuszeichnungChartplatzierungen (Jahr, Titel, Musiklabel Katalog-Nr., Platzierungen, Wochen, Auszeichnungen, Anmerkungen) | Höchstplatzierung, Gesamtwochen, AuszeichnungChartplatzierungen (Jahr, Titel, Musiklabel Katalog-Nr., Platzierungen, Wochen, Auszeichnungen, Anmerkungen) | Anmerkungen                       |
| Jahr | Titel Musiklabel Katalog-Nr.                              | DE | CH | UK | US | R&B | Anmerkungen                       |
| ---- | --------------------------------------------------------- | --- | --- | --- | --- | --- | --------------------------------- |
| 1994 | Back in the Day: The Best of Bootsy Warner Archives 26581 | — | — | — | — | R&B59 (6 Wo.)R&B | Erstveröffentlichung: August 1994 |

Weitere Kompilationen
- 2001: Glory B da Funk’s on Me: The Bootsy Collins Anthology (2 CDs)
- 2008: Classic Funk Songwriter Spotlight Series (2 CDs)
- 2009: Original Album Series (Bootsy’s Rubber Band; Box mit 5 CDs)

### Singles
| Jahr | Titel Album                                                              | Höchstplatzierung, Gesamtwochen, AuszeichnungChartplatzierungen (Jahr, Titel, Album, Platzierungen, Wochen, Auszeichnungen, Anmerkungen) | Höchstplatzierung, Gesamtwochen, AuszeichnungChartplatzierungen (Jahr, Titel, Album, Platzierungen, Wochen, Auszeichnungen, Anmerkungen) | Höchstplatzierung, Gesamtwochen, AuszeichnungChartplatzierungen (Jahr, Titel, Album, Platzierungen, Wochen, Auszeichnungen, Anmerkungen) | Höchstplatzierung, Gesamtwochen, AuszeichnungChartplatzierungen (Jahr, Titel, Album, Platzierungen, Wochen, Auszeichnungen, Anmerkungen) | Höchstplatzierung, Gesamtwochen, AuszeichnungChartplatzierungen (Jahr, Titel, Album, Platzierungen, Wochen, Auszeichnungen, Anmerkungen) | Anmerkungen |
| Jahr | Titel Album                                                              | DE | CH | UK | US | R&B | Anmerkungen |
| --- | ------------------------------------------------------------------------ | --- | --- | --- | --- | --- | --- |
| 1976 | Stretchin’ Out (In a Rubber Band) Stretchin’ Out in Bootsy’s Rubber Band | — | — | — | — | R&B18 (15 Wo.)R&B | Erstveröffentlichung: Mai 1976 Autoren: Bootsy Collins, George Clinton |
| 1976 | I’d Rather Be with You Stretchin’ Out in Bootsy’s Rubber Band            | — | — | — | — | R&B25 (13 Wo.)R&B | Erstveröffentlichung: August 1976 Bootsy’s Rubber Band Autoren: Bootsy Collins, George Clinton, Gary Mudbone Cooper |
| 1976 | Psychoticbumpschool Stretchin’ Out in Bootsy’s Rubber Band               | — | — | — | — | R&B69 (7 Wo.)R&B | Erstveröffentlichung: November 1976 Bootsy’s Rubber Band Autoren: Bootsy Collins, George Clinton, Bernie Worrell |
| 1977 | The Pinocchio Theory Ahh … The Name Is Bootsy, Baby!                     | — | — | — | — | R&B6 (13 Wo.)R&B | Erstveröffentlichung: Februar 1977 Bootsy’s Rubber Band Autoren: Bootsy Collins, George Clinton |
| 1977 | Can’t Stay Away Ahh … The Name Is Bootsy, Baby!                          | — | — | — | — | R&B19 (14 Wo.)R&B | Erstveröffentlichung: Juni 1977 Bootsy’s Rubber Band Autoren: Bootsy Collins, George Clinton |
| 1978 | Bootzilla Bootsy? Player of the Year                                     | — | — | UK43 (3 Wo.)UK | — | R&B1 (19 Wo.)R&B | Erstveröffentlichung: Januar 1978 Bootsy’s Rubber Band Autoren: Bootsy Collins, George Clinton |
| 1978 | Hollywood Squares Bootsy? Player of the Year                             | — | — | — | — | R&B17 (13 Wo.)R&B | Erstveröffentlichung: April 1978 Bootsy’s Rubber Band Autoren: Bootsy Collins, George Clinton, Frank Waddy |
| 1979 | Jam Fan (Hot) This Boot Is Made for Fonk-N                               | — | — | — | — | R&B13 (14 Wo.)R&B | Erstveröffentlichung: April 1979 Bootsy’s Rubber Band Autoren: Bootsy Collins, George Clinton, Catfish Collins |
| 1979 | Bootsy Get Live This Boot Is Made for Fonk-N                             | — | — | — | — | R&B38 (9 Wo.)R&B | Erstveröffentlichung: Juli 1979 Bootsy’s Rubber Band Autoren: Bootsy Collins, George Clinton, Maceo Parker |
| 1980 | Freak to Freak Sweat Band                                                | — | — | — | — | R&B25 (17 Wo.)R&B | Erstveröffentlichung: Oktober 1980 Sweat Band Autoren: Bootsy Collins, Garry Shider, Carl „Butch“ Small, Jeanette Washington |
| 1980 | Mug Push Ultra Wave                                                      | — | — | — | — | R&B25 (14 Wo.)R&B | Erstveröffentlichung: Oktober 1980 als Bootsy Autoren: Bootsy Collins, George Clinton, Catfish Collins |
| 1981 | F-Encounter Ultra Wave                                                   | — | — | — | — | R&B51 (9 Wo.)R&B | Erstveröffentlichung: Januar 1981 als Bootsy Autoren: Bootsy Collins, George Clinton, Rick Evans, Ron Ford |
| 1982 | Take a Lickin’ and Keep on Kickin’ The One Giveth, the Count Taketh Away | — | — | — | — | R&B29 (11 Wo.)R&B | Erstveröffentlichung: März 1982 als William „Bootsy“ Collins Autor: Bootsy Collins |
| 1982 | Shine-O-Myte (Rag Popping) The One Giveth, the Count Taketh Away         | — | — | — | — | R&B78 (4 Wo.)R&B | Erstveröffentlichung: Juni 1982 als William „Bootsy“ Collins Autoren: Bootsy Collins, George Clinton |
| 1982 | Body Slam! –                                                             | — | — | — | — | R&B12 (15 Wo.)R&B | Erstveröffentlichung: September 1982 Bootsy’s Rubber Band Autoren: Bootsy Collins, Joel Johnson |
| 1988 | Party on Plastic (What’s Bootsy Doin’?) What’s Bootsy Doin’?             | — | — | — | — | R&B27 (10 Wo.)R&B | Erstveröffentlichung: August 1988 Scratches: Gary Chandler Autoren: Bootsy Collins, Vicky Vee |
| 1990 | Jungle Bass –                                                            | — | — | — | — | R&B91 (3 Wo.)R&B | Erstveröffentlichung: Juni 1990 Bootsy’s Rubber Band Autoren: Bootsy Collins, Joel Johnson, Bernie Worrell, Bill Laswell |
| 1997 | Baby Bubba Can You Feel Me                                               | — | — | — | — | R&B84 (3 Wo.)R&B | Erstveröffentlichung: März 1997 Dru Down feat. Bootsy Collins Autoren: Alonzo Jackson, Darnel Robinson |
| 1997 | I’m Leavin’ U (Gotta Go, Gotta Go) Fresh Outta ’P’ University            | DE59 (9 Wo.)DE | — | UK78 (1 Wo.)UK | — | — | Erstveröffentlichung: Oktober 1997 feat. MC Lyte; Produzent: Mousse T. Autoren: Bootsy Collins, MC Lyte, John Davis |
| 1999 | Party Lick-a-Ble’s Fresh Outta ’P’ University                            | — | — | UK77 (1 Wo.)UK | — | — | Erstveröffentlichung: Februar 1999 Autoren: Bootsy Collins, Norman Cook |
| 2002 | Play with Bootsy Play with Bootsy: A Tribute to the Funk                 | DE57 (5 Wo.)DE | CH73 (7 Wo.)CH | — | — | — | Erstveröffentlichung: August 2002 feat. Kelli Ali Autoren: Jon Douglas, Kelli Ali |
| 2002 | Undercova Funk (Give Up the Funk) Undercover Brother (Soundtrack)        | — | CH77 (4 Wo.)CH | — | — | — | Erstveröffentlichung: September 2002 Snoop Dogg feat. Mr. Kane, Bootsy Collins, Quaze und Fred Wesley vom Soundtrack des Films Undercover Brother Autoren: Bootsy Collins, George Clinton, Bernie Worrell, Clarence Haskins, Jerome Brailey Original: Parliament, 1975 |
| Folgende Lieder erschienen nicht als Single, wurden aber durch das Album zum Download und Streaming bereitgestellt und konnten somit eine Platzierung erlangen: |                                                                          | | | | | | |
| |                                                                          | | | | | | |
| 2021 | After Last Night An Evening with Silk Sonic                              | — | — | — | US68 (1 Wo.)US | — | Charteinstieg: 27. November 2021 Silk Sonic feat. Thundercat & Bootsy Collins |

Weitere Singles
- 1979: She Jam (Almost Bootsy Show) (Bootsy’s Rubber Band)
- 1979: Under the Influence of a Groove
- 1981: Body Shop (Sweat Band)
- 1981: Is That My Song? (als Bootsy)
- 1981: Work That Sucker to Death (Xavier feat. George Clinton und Bootsy Collins)
- 1988: 1st One 2 the Egg Wins
- 1991: Future of the Funk EP (Ground Zero feat. Bootsy Collins)
- 1996: If 6 Was 9 (Axiom Funk feat. Bootsy Collins)
- 1998: Do the Freak (The Freaky Funky Delicious Remixes)
- 2003: Dance to the Music (Remixes)
- 2004: Dreamship Surprise (feat. Bonita; aus dem Film (T)Raumschiff Surprise – Periode 1)
- 2004: The Joker (Fatboy Slim feat. Bootsy Collins)
- 2009: The Greasy Beat (Claude VonStroke feat. Bootsy Collins)
- 2011: Don’t Take My Funk (feat. Catfish Collins und Bobby Womack)
- 2016: Atomium (Hifi Sean feat. Bootsy Collins)

### Gastbeiträge
- 2018: After the Storm (Kali Uchis feat. Tyler, the Creator & Bootsy Collins, US: ×3Dreifachplatin )